# Arnošt Pazdera
Arnošt Pazdera (Kbely, 16 settembre 1929 – 27 ottobre 2021) è stato un calciatore cecoslovacco, di ruolo centrocampista.

## Carriera

### Club
Ha trascorso l'intera carriera allo Sparta Praga, vincendo 2 campionati nazionali (1952 e 1954), la Coppa di Cecoslovacchia e la Coppa Mitropa entrambe nel 1964.

### Nazionale
Esordisce in Nazionale l'11 maggio 1952 contro la Romania (3-1). Totalizza 19 partite e 3 gol in match internazionali.

## Palmarès

### Club

#### Competizioni nazionali
- Campionato cecoslovacco: 2

Sparta Sokolovo: 1952
Spartak Praga Sokolovo: 1954
- Coppa di Cecoslovacchia: 1

Spartak Praga Sokolovo: 1963-1964

#### Competizioni internazionali
- Coppa Mitropa: 1

Spartak Praga Sokolovo: 1964